# Liphistius
Liphistius es un género de arañas perteneciente a la familia Liphistiidae. Se encuentra en Japón, China, y el  Sudeste de Asia.

## Especies
Según The World Spider Catalog 11.5:
- Liphistius albipes Schwendinger, 1995 — Tailandia
- Liphistius batuensis Abraham, 1923 — Malasia
- Liphistius bicoloripes Ono, 1988 — Tailandia
- Liphistius birmanicus Thorell, 1897 — Birmania
- Liphistius bristowei Platnick & Sedgwick, 1984 — Tailandia
- Liphistius castaneus Schwendinger, 1995 — Tailandia
- Liphistius dangrek Schwendinger, 1996 — Tailandia
- Liphistius desultor Schiödte, 1849 — Malasia
- Liphistius endau Sedgwick & Platnick, 1987 — Malasia
- Liphistius erawan Schwendinger, 1996 — Tailandia
- Liphistius fuscus Schwendinger, 1995 — Tailandia
- Liphistius isan Schwendinger, 1998 — Tailandia
- Liphistius jarujini Ono, 1988 — Tailandia
- Liphistius johore Platnick & Sedgwick, 1984 — Malasia
- Liphistius kanthan Platnick, 1997 — Malasia
- Liphistius lahu Schwendinger, 1998 — Tailandia
- Liphistius langkawi Platnick & Sedgwick, 1984 — Malasia
- Liphistius lannaianus Schwendinger, 1990 — Tailandia
- Liphistius laruticus Schwendinger, 1997 — Malasia
- Liphistius lordae Platnick & Sedgwick, 1984 — Birmania
- Liphistius malayanus Abraham, 1923 — Malasia
  - Liphistius malayanus cameroni Haupt, 1983 — Malasia
- Liphistius marginatus Schwendinger, 1990 — Tailandia
- Liphistius murphyorum Platnick & Sedgwick, 1984 — Malasia
- Liphistius nesioticus Schwendinger, 1996 — Tailandia
- Liphistius niphanae Ono, 1988 — Tailandia
- Liphistius ochraceus Ono & Schwendinger, 1990 — Tailandia
- Liphistius onoi Schwendinger, 1996 — Tailandia
- Liphistius ornatus Ono & Schwendinger, 1990 — Tailandia
- Liphistius owadai Ono & Schwendinger, 1990 — Tailandia
- Liphistius panching Platnick & Sedgwick, 1984 — Malasia
- Liphistius phileion Schwendinger, 1998 — Tailandia
- Liphistius phuketensis Schwendinger, 1998 — Tailandia
- Liphistius pusohm Schwendinger, 1996 — Tailandia
- Liphistius rufipes Schwendinger, 1995 — Tailandia, Malasia
- Liphistius sayam Schwendinger, 1998 — Tailandia
- Liphistius schwendingeri Ono, 1988 — Tailandia
- Liphistius sumatranus Thorell, 1890 — Sumatra
- Liphistius suwat Schwendinger, 1996 — Tailandia
- Liphistius tempurung Platnick, 1997 — Malasia
- Liphistius tenuis Schwendinger, 1996 — Tailandia
- Liphistius thaleban Schwendinger, 1990 — Tailandia
- Liphistius tham Sedgwick & Schwendinger, 1990 — Tailandia
- Liphistius thoranie Schwendinger, 1996 — Tailandia
- Liphistius tioman Platnick & Sedgwick, 1984 — Malasia
- Liphistius trang Platnick & Sedgwick, 1984 — Tailandia
- Liphistius yamasakii Ono, 1988 — Tailandia
- Liphistius yangae Platnick & Sedgwick, 1984 — Malasia